# Friedrich Paschen
Friedrich Louis Carl Heinrich Paschen (22 janvier 1865 à Schwerin - 25 février 1947 à Potsdam) est un physicien allemand, principalement connu pour ses travaux sur les décharges électriques.

## Biographie
Assistant du chimiste Hittorf à l'université de Münster, il étudie la spectroscopie à l'aide des premières lampes à décharge. En 1889, il établit la courbe de Paschen utilisée en physique des plasmas, selon la loi qui porte également son nom, la loi de Paschen.
Alors qu'il est professeur à l'institut de physique de l'université de Tübingen, il est le premier à observer en 1908 les raies spectrales de l'hydrogène dans l'infrarouge, connues maintenant sous le nom de série de Paschen. À cette occasion, il améliore le spectrographe concave de Rowland en proposant un nouveau montage utilisant un rail circulaire sur lequel est monté le réseau de diffraction et la fente, et plusieurs plaques photographiques. Ce nouveau montage, qui évite l'usage de pièces mobiles, permet de photographier simultanément plusieurs ordres du spectre avec une grande stabilité. Avec son assistant Ernst Back, il découvre ensuite l'effet Paschen-Back décrivant l'interaction entre un atome et un fort champ magnétique.
De 1924 à 1933, il est président de l'Institut physico-technique de Berlin, et professeur honoraire à l'université de Berlin à partir de 1925.